# الدخولة (المضاربة والعارة)

تعديل مصدري - تعديل

الدخولة هي إحدى قرى عزلة المضاربة بمديرية المضاربة والعارة التابعة لمحافظة لحج، بلغ تعداد سكانها 199 نسمة حسب تعداد اليمن لعام 2004.